# Hans Carl Artmann
Hans Carl Artmann (ur. 12 czerwca 1921 w Wiedniu-Breitensee w Austrii, zm. 4 grudnia 2000 w Wiedniu) – austriacki poeta niemieckojęzyczny.

## Życiorys
Artmann urodził się w rodzinie szewca Johanna Artmanna i jego żony Marie z domu Schneider. Dorastał w Wiedniu, ukończył szkołę zbiorczą i przez trzy lata pracował jako praktykant w biurze. W 1940 powołano go do wojska, walczył w II wojnie światowej, rok później został zraniony. Do końca wojny służył w batalionie karnym Wehrmachtu. Od 1947 roku publikował teksty literackie w czasopiśmie „Nowe drogi” („Neue Wege”) i w rozgłośniach radiowych. Od 1952 roku wraz z Gerhardem Rühmem, Konradem Bayerem, Friedrichem Achleitnerem i Oswaldem Wienerem współpracował w ramach Grupy Wiedeńskiej (Wiener Gruppe), z której odszedł w roku 1958. Od roku 1954 podejmował liczne podróże po Europie, w latach 1961–1965 mieszkał w Szwecji, potem do 1969 roku w Berlinie i od 1972 roku w Salzburgu. Był przewodniczącym i członkiem założycielem Stowarzyszenia Autorów w Grazu, które opuścił w roku 1976. Otrzymał liczne nagrody i wyróżnienia, m.in. Wielką Państwową Nagrodę Austriacką (Großer Österreichischer Staatspreis) (1974), doktorat honoris causa uniwersytetu w Salzburgu i prestiżową nagrodę im. Georga Büchnera.
H.C. Artmann ożenił się w 1972 roku z pisarką Rosą Pock. Zmarł na atak serca.

## Dzieła
- 1958: med ana schwoazzn dintn
- 1959: hosn rosn baa (wraz z Friedrichem Achleitnerem und Gerhardem Rühmem)
- 1959: Von denen Husaren und anderen Seil-Tänzern
- 1959: das suchen nach dem gestrigen tag oder schnee auf einem heißen brotwecken
- 1966: Grünverschlossene Botschaft
- 1955: verbarium
- 1971: How much, schatzi?
- 1975: Aus meiner Botanisiertrommel
- 1982: Die Sonne war ein grünes Ei
- 2005: Der Herr Nordwind

## Zbiory utworów
- 1969: ein lilienweißer brief aus lincolnshire. gedichte aus 21 jahren
- 1970: The Best of H.C. Artmann
- 1970: Grammatik der Rosen. Gesammelte Prosa (3 tomy)